# Chronica de singulis patriarchis Nove Aquileie
Bei der Chronica de singulis patriarchis Nove Aquileie handelt es sich um eine der ältesten Geschichtsquellen Venedigs. Sie ist in einem Codex in der Biblioteca Barberini in Rom überliefert und trägt die Signatur XI, 145.

## Abschriften
Von diesem Codex wurden die Abschriften des 17. und 18. Jahrhunderts angefertigt, so dass insgesamt vier Manuskripte existieren. Darin erscheint als vollständiger Titel Chronica de singulis patriarchis nove Aquileje, quae gradensis ecclesia vocatur, a tempore domini Heliae („libreria Barberini al n. CCXLVII“). Damit rückt die eigentliche Botschaft, nämlich die Umsiedlung des Patriarchats von Aquileja nach Grado zu Zeiten des Helias von Aquileia deutlicher in den Mittelpunkt. Nach Marco Foscarini findet sich eine partielle Abschrift in der Vaticana al n. 3922, S. 24–28. Dort lautet der Titel: Temporibus Tiberii Costantini Auguste, Helias, patriarcha aquilejensis in gradensi castro. Die älteste Handschrift ist der Vatikanische Codex Urbinate 440, der nach Giovanni Monticolo vor 1032 entstand.

## Entstehungszeit
Die Chronik ist wohl nicht vor dem frühen 11. Jahrhundert angefertigt worden, denn sie nennt noch den Patriarchen Orso Orseolo (1018–1045) unter Angabe der 37 Jahre seiner Herrschaft (von 1008 bis 1018 war er Bischof von Torcello, dann Patriarch von Grado). Da Johannes Diaconus die zugrundeliegende Handschrift benutzt hat, was Max Manitius, wiederum Monticolo folgend, um 1008 datiert, so wurde seiner Ansicht nach mindestens die Angabe über die besagte Herrschaftsdauer des Patriarchen Orso Orseolo erst später hinzugefügt. Für ihn stammte das Werk dementsprechend aus dem 10. Jahrhundert.

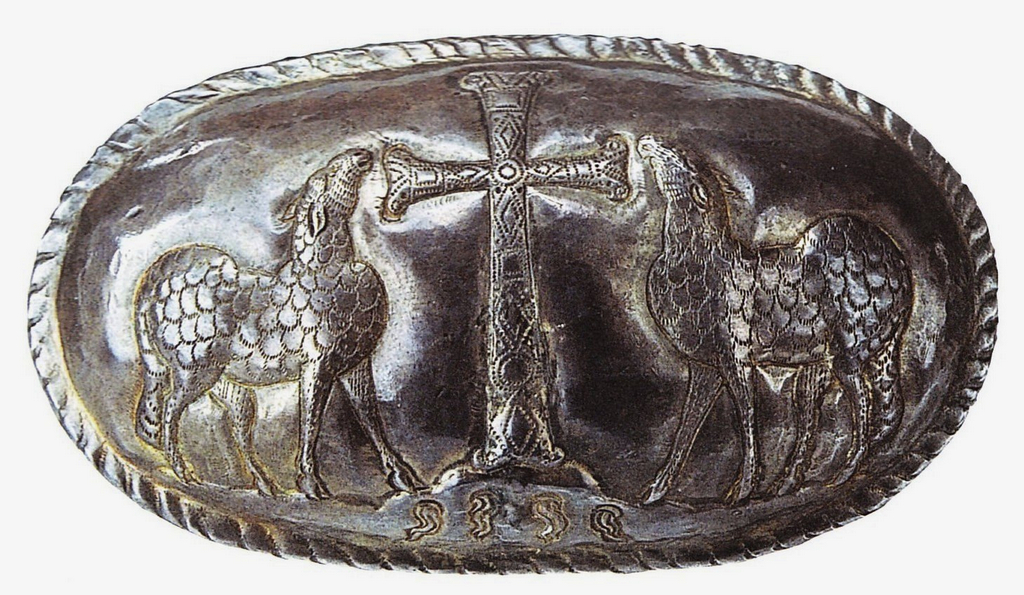
Silberne Reliquienkapsel, Domschatz Grado, 4./5. Jahrhundert?

## Der Verfasser und seine Quellen
Der Verfasser war vermutlich ein Geistlicher aus dem Umkreis des Archivs der Metropolitankirche, denn seine knappe Darstellung basiert partiell auf Dokumenten, die sich in diesem Archiv befanden. Der sprachliche Stil ist einfach und die Darstellung endet mit einem Katalog der Patriarchen von Grado bis ins 11. Jahrhundert. Vor allem die Darstellung im ersten Teil basiert fast ausschließlich auf dortigen Dokumenten; darunter befinden sich einige, die nicht mehr existieren. Unter den Dokumenten, die dem Verfasser vorgelegen haben müssen, befindet sich ein Brief Gregors II., der sich auf den 1. März 725 und die Vertreibung des Bischofs Petrus von Pola bezieht. Außerdem kannte er einen verlorengegangenen Katalog der Patriarchen von Grado sowie die Historia Langobardorum des Paulus Diaconus. Bei ihm folgt Marcianus auf Severus, außerdem ersetzt er Paulus durch Paulinus.

## Inhalt
Dabei zerfällt die Chronik inhaltlich in zwei Teile. Im ersten Teil wird von der Besiedlung der Inseln, von der Entstehung der Zentren um Torcello und der Gründung der Kirchen in der Lagune von Venedig berichtet sowie von deren Widmung an die verschiedenen Patrone. Dabei wird die Ursache für die Besiedlung in der Invasion der Hunnen unter Attila gesehen, und in der durch diese ausgelösten Flucht auf die Inseln in der als sicher geltenden Lagune. Der zweite Teil versucht darzulegen, dass Grado nicht nur die temporäre Residenz des Patriarchen von Aquileja war, sondern die einzige und endgültige. Dazu wird die Inanspruchnahme der Gerichtshoheit über die Kirchen der Diözesen Venedigs und Istriens gerechtfertigt.
Das Opus beginnt mit der Gründung der Kirche der hl. Eufemia zu Grado durch Patriarch Helias von Aquileia, sowie der dort abgehaltenen Synode (3. November 579). Nach der Chronik wurde durch diese Synode die Errichtung des Gradenser Erzbistums über Venetien und Istrien bestimmt. In der Chronik geht die Zerstörung Aquileias zwar auf die Hunnen Attilas zurück, doch der Verlust der kirchlichen Oberherrschaft des dortigen Patriarchen über die Lagune von Venedig an Grado geht, folgt man der Chronik, erst auf die Invasion der Langobarden ab 568 zurück, bzw. den Druck, den diese auf Aquileia ausübten. Der Verfasser der Chronik gibt nicht nur die Namen der zwanzig beteiligten Bischöfe an, sondern zitiert auch die Rede des Helias, mit der er die Übertragung nach Grado rechtfertigt. Dabei handelt es sich nach Max Manitius um eine Fälschung, denn die zwanzig Namen der Bischöfe wurden aus dem Synodaldekret von Mantua (827) abgeschrieben.
Dieser gefälschten Begründung der Ansprüche der Metropolitankirche folgen in der Chronik überaus knappe Viten der Nachfolger des Helias. Eingeflochten sind dabei Zitate aus Briefen Papst Gregors II. (715–731) einerseits an Serenus, andererseits an die Bischöfe von Venetien und Istrien. Es folgt nach noch knapperen Notizen eine vergleichsweise herausgehobene Darstellung zum Verhältnis zwischen dem Patriarchen Fortunatus und Karl dem Großen. Danach schließt sich eine bloße Liste der Patriarchen an, ihrer jeweiligen Herrschaftszeit und ihres Begräbnisortes.
Eine Reihe von Passagen des Textes wurde in das wenig jüngere Chronicon Gradense aufgenommen.